# Trichoniscus graecus
Trichoniscus graecus är en kräftdjursart som beskrevs av Hans Strouhal 1938A. Trichoniscus graecus ingår i släktet Trichoniscus och familjen Trichoniscidae. Inga underarter finns listade i Catalogue of Life.